# Тлакашіпеуаліцтлі

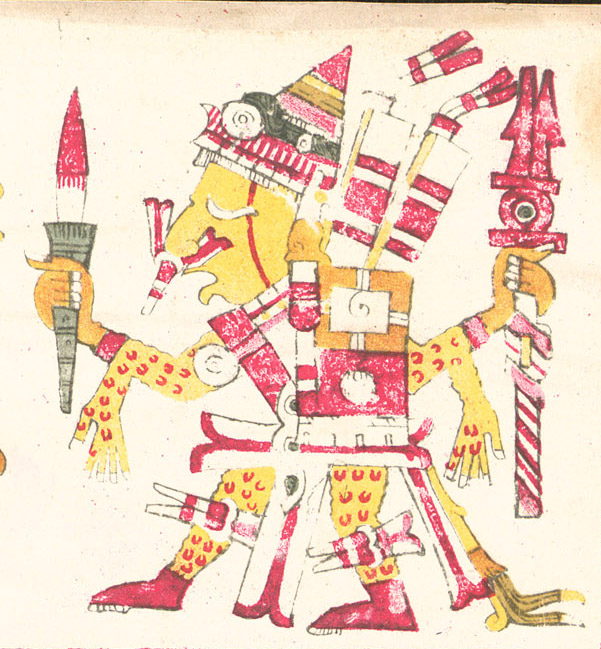
Шіпе-Тотек у Кодексі Борджіа, із закривавленою зброєю, одягнений у здерту людську шкіру

Тлакашіпеуаліцтлі (Тлакашіпеуалістлі, науатль Tlacaxipehualiztli, t͡ɬakaʃipewaˈlist͡ɬi) — другий двадцятиденний місяць («вейнтена») ацтекського календаря шиуповаллі, що тривав приблизно від 5 до 24 березня. Також назва Свята здирання шкіри в ацтеків, яке щороку проводилося цього місяця.

## Календар
Календар ацтеків складався з двох циклів: шиуповаллі (науатль xiuhpohualli, що означає «рахунок років», відповідає хаабу в мая) і ритуального 260-денного тональповаллі (науатль tonalpohualli, що означає «рахунок днів» або «рахунок доль», відповідає цолькіну в мая). Шиуповаллі і тональповаллі збігалися кожні 52 роки, утворюючи так званий «вік», що називався «Новим Вогнем». Ацтеки вірили, що наприкінці кожного такого 52-річного циклу світу загрожує небезпека бути знищеним, тож початок нового відзначали особливими урочистостями. Сто «віків», у свою чергу, складали 5200-річну еру, називану «Сонцем».
365-денний шиуповаллі складався з 18 двадцятиденних «місяців» (або veintenas) плюс додаткові 5 днів наприкінці року.

## Основне свято
У весняний місяць (другий місяць сонячного календаря ацтеків) Тлакашіпеуаліцтлі ацтеки святкували «тижневик» Шіпе-Тотека, Пана-з-Обдертою-Шкірою.
За сорок днів до фестивалю, бранців, захоплених під час війни, перевдягали в бога Шіпе-Тотека. Це відбувалося в кожному районі міста. Найголовнішим елементом святкування було масове гладіаторське жертвопринесення полонених воїнів і рабів, з яких живцем здирали шкіру.
Чоловіків прив'язували до темалакатля (вівтарного каменя). Влаштовували свого роду гладіаторські бої між бранцем та чотирма добре озброєними воїнами. З жертви, яка зазнала поразки, здирали шкіру, потім жертву з'їдали.
За іншими описами, жертв пронизували стрілами, і кров, що капає на землю, символізувала дощ.
У жертв вирізали серце і знімали з них шкіру. Жерці носили шкіру протягом двадцяти (за іншими джерелами — шістнадцяти) днів, що починалися після ритуалів жертвопринесення і церемоній на честь врожаю та дощів. Надягання нової шкіри називалося 'Neteotquiliztli'.
Під час фестивалю воїни-переможці, що носили здерті шкіри, проходили через все місто та імітували бої по всьому Теночтітлану, просячи милостиню. Ті, хто давав їм їжу чи інші приношення, отримували благословення.
Після закінчення двадцятиденного фестивалю, шкіри знімали та складали у спеціальні ящики зі щільними кришками, щоб уникнути гниття та смороду. Потім ці ящики зберігали у спеціальній камері під храмом.
Під час ходи танцювали жерці, одягнені в шкіру принесених у жертву людей. Згідно з віруваннями ацтеків, ця шкіра мала магічну силу і давала жерцю, що танцював у ній, силу повсталого з мертвих (тобто силу жертви, з якої шкіру знімали). Шкіру фарбували в жовтий колір, щоб вона виглядала як золотий лист; це символізувало, що на початку сезону дощів земля надягає «нову шкіру», і, згідно з віруваннями ацтеків, змушувало проростати нові сходи.

## Свято Йопіко
Золотарі (теокуітлаваке) також брали участь у Тлакашіпеуаліцтлі: Шіпе-Тотека вважали їхнім покровителем. Їхнє свято під час Тлакашіпеуаліцтлі, яке називалося Йопіко, відбувалося щорічно в храмі. Сатрап, одягнений у шкіру, зняту з бранця, символізував Шіпе-Тотека. На одяг клали корону, зроблену з багатого пір'я, і перуку зі штучного волосся. У носі та носовій перегородці сатрапа були золоті прикраси, у правій руці — брязкальця, а в лівій — золотий щит. На ноги надягали червоні сандалі, прикрашені перепелиним пір'ям. Шіпе-Тотеку пропонували пиріг із сирої кукурудзи, божество вшановували танцем, а потім торжество закінчувалося військовими навчаннями.